# Aldoar, Foz do Douro e Nevogilde
Aldoar, Foz do Douro e Nevogilde (llamada oficialmente União das Freguesias de Aldoar, Foz do Douro e Nevogilde) es una freguesia portuguesa del municipio de Oporto, distrito de Oporto.

## Historia
Fue creada el 28 de enero de 2013 en aplicación de una resolución de la Asamblea de la República de Portugal promulgada el 16 de enero de 2013 con la unión de las freguesias de Aldoar, Foz do Douro y Nevogilde, pasando su sede a estar situada en la antigua freguesia de Aldoar.

## Demografía
| Gráfica de evolución demográfica de Aldoar, Foz do Douro e Nevogilde entre 2011 y 2021 |
|                                                                                        |
| Datos según el nomenclátor publicado por el INE portugués.                             |